# Краспица
Краспица (на английски: Cross-piece) е напречна греда на големите платноходи, поставяна на лонг-салингите и явяща се съставна част на марсовете и салингите.
На съвременните ветроходни яхти краспицата е опъвач и междинна опора между мачтата и снастите на стоящия такелаж (ромбванти, топванти и т.н.), позволяваща да се получи ъгъла, необходим за осигуряване на опорната реакция на вантите при висока мачта.
Също краспица се нарича и напречната метална греда на кулообразните и триноги мачти на корабите и съдовете с кръгла, Г-образна или Т-образна форма за вдигане и поставяне на радиоантени, флажните сигнали, светлините и т.н.